# 高緝顥
高緝顥，直隶静海人，清朝政治人物、进士出身。
康熙四十八年，登进士，授內閣中書。